# 490 Veritas
A 490 Veritas (ideiglenes jelöléssel 1902 JP) a Naprendszer kisbolygóövében található aszteroida. Maximilian Franz Joseph Cornelius Wolf fedezte fel 1902. szeptember 3-án.